# Sergiño Dest
Sergiño Gianni Dest (Almere, 3 novembre 2000) è un calciatore statunitense, difensore del PSV e della nazionale statunitense.

## Biografia
Dest è nato ad Almere da padre statunitense, originario del Suriname, e madre olandese.

## Caratteristiche tecniche
È un terzino destro offensivo, dotato di buona tecnica individuale, velocità e ottimo dribbling.

## Carriera

### Club

#### Almere City e Ajax
Dopo aver mosso i primi passi nell'Almere City, nel 2012 Dest è entrato a far parte del settore giovanile dell'Ajax, con cui ha esordito in prima squadra il 27 luglio 2019, nella Supercoppa d'Olanda contro il PSV. Ha quindi esordito in Eredivisie il 10 agosto seguente, entrando nel secondo tempo della partita contro l'Emmen, vinta per 5-0. Il 18 dicembre successivo, ha segnato i suoi primi due gol nella vittoria per 3-4 in casa del Telstar, gara valida per il secondo turno di Coppa d’Olanda. Nella sua prima stagione, Dest si è imposto gradualmente come titolare sulla fascia destra dei lancieri, grazie alle ottime prestazioni fornite.

#### Barcellona
Il 1º ottobre 2020, Dest viene ceduto per 21 milioni di euro (più 5 di bonus) al Barcellona, che inserisce nel suo contratto anche una clausola da 400 milioni. Tre giorni dopo, in occasione del pareggio interno per 1-1 contro il Siviglia, il terzino debutta con i blaugrana, diventando così il primo statunitense nella storia del club. Il 24 novembre seguente, realizza il suo primo gol con la maglia dei catalani nella vittoria per 4-0 sul campo della Dinamo Kiev, nella fase a gironi di UEFA Champions League. Il 21 marzo 2021, invece, segna la sua prima doppietta in Liga, nella vittoria per 6-1 sul campo della Real Sociedad.
Nella stagione successiva, con l'arrivo di Xavi sulla panchina dei blaugrana, lo spazio per Dest diminuisce, anche a causa del ritorno di Dani Alves e del cambio di ruolo di Óscar Mingueza.

#### Milan e PSV
Il 1º settembre 2022, durante l'ultimo giorno della sessione estiva di calciomercato, Dest viene ceduto in prestito annuale al Milan, con diritto di riscatto fissato a 20 milioni di euro, diventando così il secondo giocatore statunitense nella storia dei rossoneri, dopo Oguchi Onyewu. Esordisce ufficialmente con il club meneghino il 6 settembre 2022, subentrando al 57' al posto di Davide Calabria nel pareggio esterno contro il Salisburgo in Champions League. Il 18 settembre seguente, esordisce anche in Serie A nella sconfitta casalinga contro il Napoli, subentrando nell'intervallo allo stesso Calabria. Tuttavia durante l'esperienza in Italia non trova molto spazio, venendo spesso relegato in panchina.
Tornato in Spagna, svolge tutta la preparazione estiva con il club catalano, dove rimane fino al 21 agosto 2023, quando viene ufficializzato il suo passaggio in prestito fino al termine della stagione al PSV. Verrà poi riscattato nel giugno 2024 a titolo gratuito in cambio solo di una percentuale su una futura rivendita.

### Nazionale
Nato ad Almere, nei Paesi Bassi, ha militato nelle selezioni giovanili statunitensi grazie alle origini paterne, nonostante potesse rappresentare anche il suo Paese d'origine. Nel 2018, con la nazionale U-20 statunitense, ha preso parte al Campionato nordamericano di categoria.
Il 6 settembre 2019, debutta con la nazionale maggiore degli Stati Uniti in occasione dell'amichevole persa 0-3 contro il Messico. Nonostante qualche dubbio iniziale nella scelta della propria nazionale, nell'ottobre 2019 opta definitivamente per rappresentare gli USA.
Nel novembre del 2022, viene incluso dal CT Gregg Berhalter nella rosa statunitense partecipante ai Mondiali di calcio in Qatar.

## Statistiche

### Presenze e reti nei club
Statistiche aggiornate al 13 aprile 2024.
| Stagione          | Squadra           | Campionato        | Campionato | Campionato | Coppe nazionali | Coppe nazionali | Coppe nazionali | Coppe continentali | Coppe continentali | Coppe continentali | Altre coppe | Altre coppe | Altre coppe | Totale | Totale |
| Stagione          | Squadra           | Comp              | Pres       | Reti       | Comp            | Pres            | Reti            | Comp               | Pres               | Reti               | Comp        | Pres        | Reti        | Pres   | Reti   |
| ----------------- | ----------------- | ----------------- | ---------- | ---------- | --------------- | --------------- | --------------- | ------------------ | ------------------ | ------------------ | ----------- | ----------- | ----------- | ------ | ------ |
| 2018-2019         | Jong Ajax         | EE                | 17         | 1          | -               | -               | -               | -                  | -                  | -                  | -           | -           | -           | 17     | 1      |
| 2019-2020         | Ajax              | ED                | 20         | 0          | CO              | 4               | 2               | UCL+UEL            | 8+2                | 0                  | SO          | 1           | 0           | 35     | 2      |
| set. 2020         | Ajax              | ED                | 3          | 0          | CO              | -               | -               | UCL                | -                  | -                  | -           | -           | -           | 3      | 0      |
| Totale Ajax       | Totale Ajax       | Totale Ajax       | 23         | 0          |                 | 4               | 2               |                    | 10                 | 0                  |             | 1           | 0           | 38     | 2      |
| 2020-2021         | Barcellona        | PD                | 30         | 2          | CR              | 3               | 0               | UCL                | 7                  | 1                  | SS          | 1           | 0           | 41     | 3      |
| 2021-2022         | Barcellona        | PD                | 21         | 0          | CR              | 1               | 0               | UCL+UEL            | 5+4                | 0                  | SS          | 1           | 0           | 32     | 0      |
| Totale Barcellona | Totale Barcellona | Totale Barcellona | 51         | 2          |                 | 4               | 0               |                    | 16                 | 1                  |             | 2           | 0           | 73     | 3      |
| 2022-2023         | Milan             | A                 | 8          | 0          | CI              | 1               | 0               | UCL                | 4                  | 0                  | SI          | 1           | 0           | 14     | 0      |
| 2023-2024         | PSV               | ED                | 25         | 2          | CO              | 2               | 0               | UCL                | 10                 | 0                  | SO          | -           | -           | 37     | 2      |
| Totale carriera   | Totale carriera   | Totale carriera   | 124        | 5          |                 | 11              | 2               |                    | 40                 | 1                  |             | 4           | 0           | 179    | 8      |

### Cronologia presenze e reti in nazionale
| Cronologia completa delle presenze e delle reti in nazionale ― Stati Uniti | Cronologia completa delle presenze e delle reti in nazionale ― Stati Uniti | Cronologia completa delle presenze e delle reti in nazionale ― Stati Uniti | Cronologia completa delle presenze e delle reti in nazionale ― Stati Uniti | Cronologia completa delle presenze e delle reti in nazionale ― Stati Uniti | Cronologia completa delle presenze e delle reti in nazionale ― Stati Uniti | Cronologia completa delle presenze e delle reti in nazionale ― Stati Uniti | Cronologia completa delle presenze e delle reti in nazionale ― Stati Uniti |
| Data                                                                       | Città                                                                      | In casa                                                                    | Risultato                                                                  | Ospiti                                                                     | Competizione                                                               | Reti                                                                       | Note                                                                       |
| -------------------------------------------------------------------------- | -------------------------------------------------------------------------- | -------------------------------------------------------------------------- | -------------------------------------------------------------------------- | -------------------------------------------------------------------------- | -------------------------------------------------------------------------- | -------------------------------------------------------------------------- | -------------------------------------------------------------------------- |
| 6-9-2019                                                                   | East Rutherford                                                            | Stati Uniti                                                                | 0 – 3                                                                      | Messico                                                                    | Amichevole                                                                 | -                                                                          | 68’                                                                        |
| 10-9-2019                                                                  | Saint Louis                                                                | Stati Uniti                                                                | 1 – 1                                                                      | Uruguay                                                                    | Amichevole                                                                 | -                                                                          | 70’                                                                        |
| 15-11-2019                                                                 | Orlando                                                                    | Stati Uniti                                                                | 4 – 1                                                                      | Canada                                                                     | CONCACAF Nations League 2019-2020 - 2º turno                               | -                                                                          | 90+2’                                                                      |
| 12-11-2020                                                                 | Swansea                                                                    | Galles                                                                     | 0 – 0                                                                      | Stati Uniti                                                                | Amichevole                                                                 | -                                                                          | 81’                                                                        |
| 16-11-2020                                                                 | Wiener Neustadt                                                            | Stati Uniti                                                                | 6 – 2                                                                      | Panama                                                                     | Amichevole                                                                 | -                                                                          |                                                                            |
| 25-3-2021                                                                  | Wiener Neustadt                                                            | Stati Uniti                                                                | 4 – 1                                                                      | Giamaica                                                                   | Amichevole                                                                 | 1                                                                          | 67’                                                                        |
| 28-3-2021                                                                  | Belfast                                                                    | Irlanda del Nord                                                           | 1 – 2                                                                      | Stati Uniti                                                                | Amichevole                                                                 | -                                                                          | 46’                                                                        |
| 30-5-2021                                                                  | San Gallo                                                                  | Svizzera                                                                   | 2 – 1                                                                      | Stati Uniti                                                                | Amichevole                                                                 | -                                                                          |                                                                            |
| 3-6-2021                                                                   | Denver                                                                     | Stati Uniti                                                                | 1 – 0                                                                      | Honduras                                                                   | CONCACAF Nations League 2019-2020 - Semifinale                             | -                                                                          |                                                                            |
| 6-6-2021                                                                   | Denver                                                                     | Stati Uniti                                                                | 3 – 2 dts                                                                  | Messico                                                                    | CONCACAF Nations League 2019-2020 - Finale                                 | -                                                                          | 60’                                                                        |
| 9-6-2021                                                                   | Sandy                                                                      | Stati Uniti                                                                | 4 – 0                                                                      | Costa Rica                                                                 | Amichevole                                                                 | -                                                                          | 82’                                                                        |
| 2-9-2021                                                                   | San Salvador                                                               | El Salvador                                                                | 0 – 0                                                                      | Stati Uniti                                                                | Qual. Mondiali 2022                                                        | -                                                                          | 76’                                                                        |
| 5-9-2021                                                                   | Nashville                                                                  | Stati Uniti                                                                | 1 – 1                                                                      | Canada                                                                     | Qual. Mondiali 2022                                                        | -                                                                          | 44’                                                                        |
| 7-10-2021                                                                  | Austin                                                                     | Stati Uniti                                                                | 2 – 0                                                                      | Giamaica                                                                   | Qual. Mondiali 2022                                                        | -                                                                          | 77’                                                                        |
| 13-10-2021                                                                 | Columbus                                                                   | Stati Uniti                                                                | 2 – 1                                                                      | Costa Rica                                                                 | Qual. Mondiali 2022                                                        | 1                                                                          |                                                                            |
| 27-1-2022                                                                  | Columbus                                                                   | Stati Uniti                                                                | 1 – 0                                                                      | El Salvador                                                                | Qual. Mondiali 2022                                                        | -                                                                          |                                                                            |
| 30-1-2022                                                                  | Hamilton                                                                   | Canada                                                                     | 2 – 0                                                                      | Stati Uniti                                                                | Qual. Mondiali 2022                                                        | -                                                                          | 76’                                                                        |
| 23-9-2022                                                                  | Düsseldorf                                                                 | Giappone                                                                   | 2 – 0                                                                      | Stati Uniti                                                                | Amichevole                                                                 | -                                                                          | 46’                                                                        |
| 27-9-2022                                                                  | Murcia                                                                     | Arabia Saudita                                                             | 0 – 0                                                                      | Stati Uniti                                                                | Amichevole                                                                 | -                                                                          |                                                                            |
| 21-11-2022                                                                 | Al Rayyan                                                                  | Stati Uniti                                                                | 1 – 1                                                                      | Galles                                                                     | Mondiali 2022 - 1º turno                                                   | -                                                                          | 11’ 74’                                                                    |
| 25-11-2022                                                                 | Al Khawr                                                                   | Inghilterra                                                                | 0 – 0                                                                      | Stati Uniti                                                                | Mondiali 2022 - 1º turno                                                   | -                                                                          | 78’                                                                        |
| 29-11-2022                                                                 | Doha                                                                       | Iran                                                                       | 0 – 1                                                                      | Stati Uniti                                                                | Mondiali 2022 - 1º turno                                                   | -                                                                          | 82’                                                                        |
| 3-12-2022                                                                  | Al Rayyan                                                                  | Paesi Bassi                                                                | 3 – 1                                                                      | Stati Uniti                                                                | Mondiali 2022 - Ottavi di finale                                           | -                                                                          | 75’                                                                        |
| 27-3-2023                                                                  | Orlando                                                                    | Stati Uniti                                                                | 1 – 0                                                                      | El Salvador                                                                | CONCACAF Nations League 2022-2023 - 1º turno                               | -                                                                          |                                                                            |
| 19-4-2023                                                                  | Glendale                                                                   | Stati Uniti                                                                | 1 – 1                                                                      | Messico                                                                    | Amichevole                                                                 | -                                                                          | 90’                                                                        |
| 15-6-2023                                                                  | Paradise                                                                   | Stati Uniti                                                                | 3 – 0                                                                      | Messico                                                                    | CONCACAF Nations League 2022-2023 - Semifinale                             | -                                                                          | 85’                                                                        |
| 9-9-2023                                                                   | Saint Louis                                                                | Stati Uniti                                                                | 3 – 0                                                                      | Uzbekistan                                                                 | Amichevole                                                                 | -                                                                          |                                                                            |
| 12-9-2023                                                                  | Saint Paul                                                                 | Stati Uniti                                                                | 4 – 0                                                                      | Oman                                                                       | Amichevole                                                                 | -                                                                          | 76’                                                                        |
| 14-10-2023                                                                 | East Hartford                                                              | Stati Uniti                                                                | 1 – 3                                                                      | Germania                                                                   | Amichevole                                                                 | -                                                                          |                                                                            |
| 17-10-2023                                                                 | Nashville                                                                  | Stati Uniti                                                                | 4 – 0                                                                      | Ghana                                                                      | Amichevole                                                                 | -                                                                          |                                                                            |
| 16-11-2023                                                                 | Austin                                                                     | Stati Uniti                                                                | 3 – 0                                                                      | Trinidad e Tobago                                                          | CONCACAF Nations League 2023-2024 - Quarti di finale                       | -                                                                          |                                                                            |
| 21-11-2023                                                                 | Port of Spain                                                              | Trinidad e Tobago                                                          | 2 – 1                                                                      | Stati Uniti                                                                | CONCACAF Nations League 2023-2024 - Quarti di finale                       | -                                                                          | 39’, 39’                                                                   |
| 24-3-2024                                                                  | Arlington                                                                  | Stati Uniti                                                                | 2 – 0                                                                      | Messico                                                                    | CONCACAF Nations League 2023-2024 - Finale                                 | -                                                                          |                                                                            |
| Totale                                                                     |                                                                            | Presenze                                                                   | 33                                                                         |                                                                            | Reti                                                                       | 2                                                                          |                                                                            |

## Palmarès

### Club
- Supercoppa dei Paesi Bassi: 2

Ajax: 2019
PSV: 2025
- Coppa di Spagna: 1

Barcellona: 2020-2021
- Campionato olandese: 2

PSV: 2023-2024, 2024-2025

### Nazionale
- Campionato nordamericano di calcio Under-20: 1

Stati Uniti 2018
- CONCACAF Nations League: 3

2019-2020, 2022-2023, 2023-2024

### Individuale
- U.S. Soccer Athlete of the Year: 1

Miglior giovane maschile: 2019